# Katedrála svatého Justina (Terst)
Katedrální bazilika svatého Justina Mučedníka (italsky: Basilica cattedrale di San Giusto Martire) je hlavním katolickým kostelem v italském městě Terst na Istrijském poloostrově. Stojí na vrcholu stejnojmenného kopce a je sídelním chrámem biskupa terstského. V roce 1899 byla povýšena papežem Lvem XIII. na basiliku minor. Od roku 1940 je italskou národní kulturní památkou.

## Historie

### Antické základy

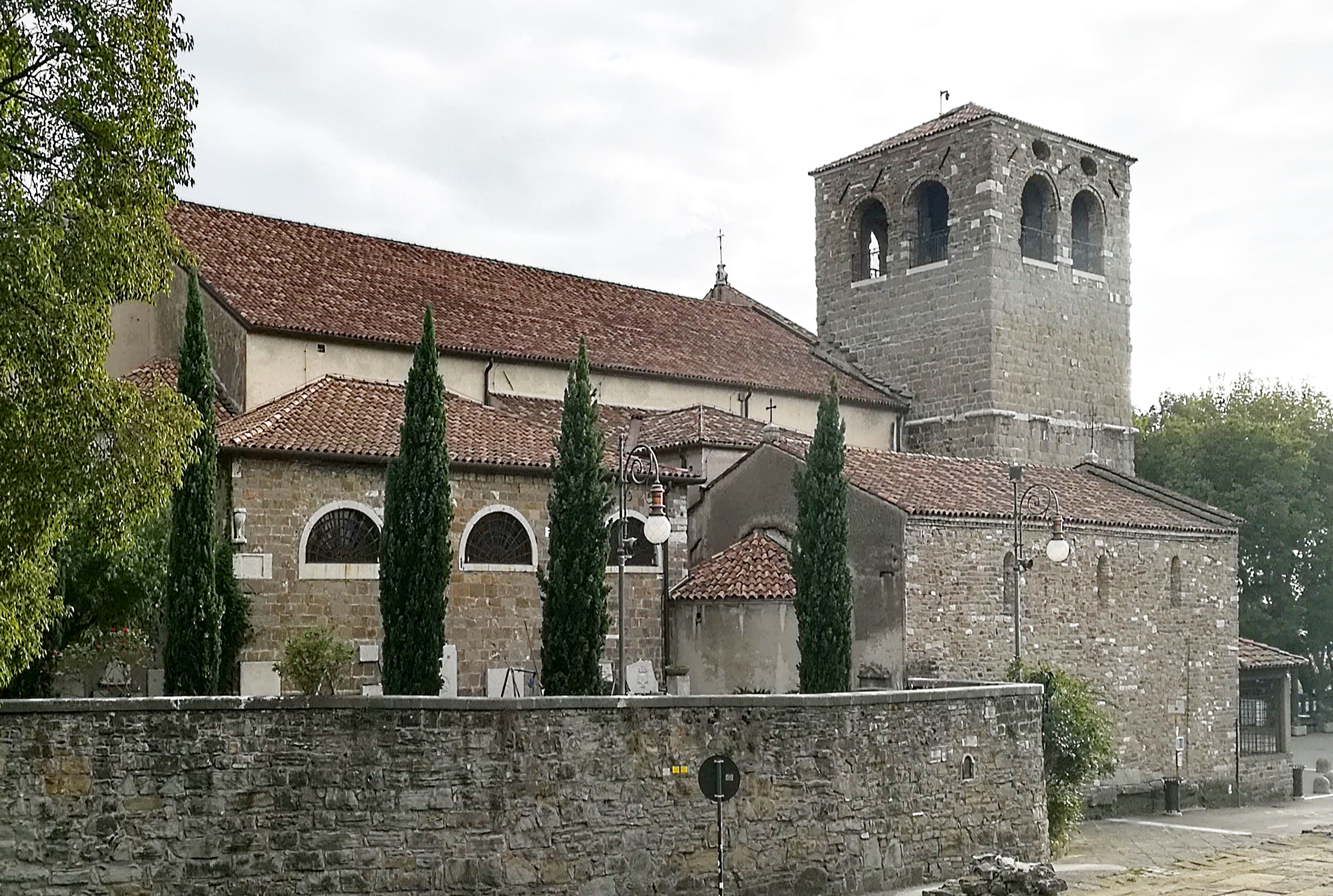

Na místě současné katedrály stály v římské době významné stavby – propyleje (monumentální vstup), římská bazilika a patrně také kapitolský chrám zasvěcený Jupiteru, a bohyním Juno a Minerva. Propyleje vznikly kolem roku 80 n. l. z iniciativy Publia Palpellia Clodia Quirinala, který sloužil jako centurion legie XX Valeria Victrix a později jako prefekt loďstva v Ravenně. Fragmenty jsou částečně zachovány pod dlažbou před katedrálou a v její zvonici.

### Raně křesťanské období
V 5. století zde byla postavena jednoduchá raně křesťanská bazilika. Měla mozaikovou podlahu, jejíž fragmenty jsou dodnes k vidění v podlaze hlavní lodi katedrály. V 6. století byla rozšířena biskupem Frugiferem. V 9.–11. století na jejím místě vyrostly dvě nové baziliky: jedna zasvěcená Panně Marii, druhá sv. Justinovi Mučedníku, patronu města.

### Sjednocení a gotická přestavba
Mezi lety 1302 a 1320, za episkopátu biskupa Rodolfa di Pedrazzana, došlo ke spojení obou bazilik v jeden celek. Byly zbořeny přilehlé lodě obou kostelů a nahrazeny velkou, pětilodní katedrálou s hlavní lodí ve tvaru lodního kýlu a novým chórem. Vznikla jednoduchá asymetrická fasáda z pískovce s monumentální růžicí z kararského mramoru.
V roce 1343 byla dokončena zvonice, která využívá základy římských propylejí. V roce 1385 pak biskup Enrico de Wildenstein posvětil hlavní oltář nové katedrály.

## Architektura

### Fasáda

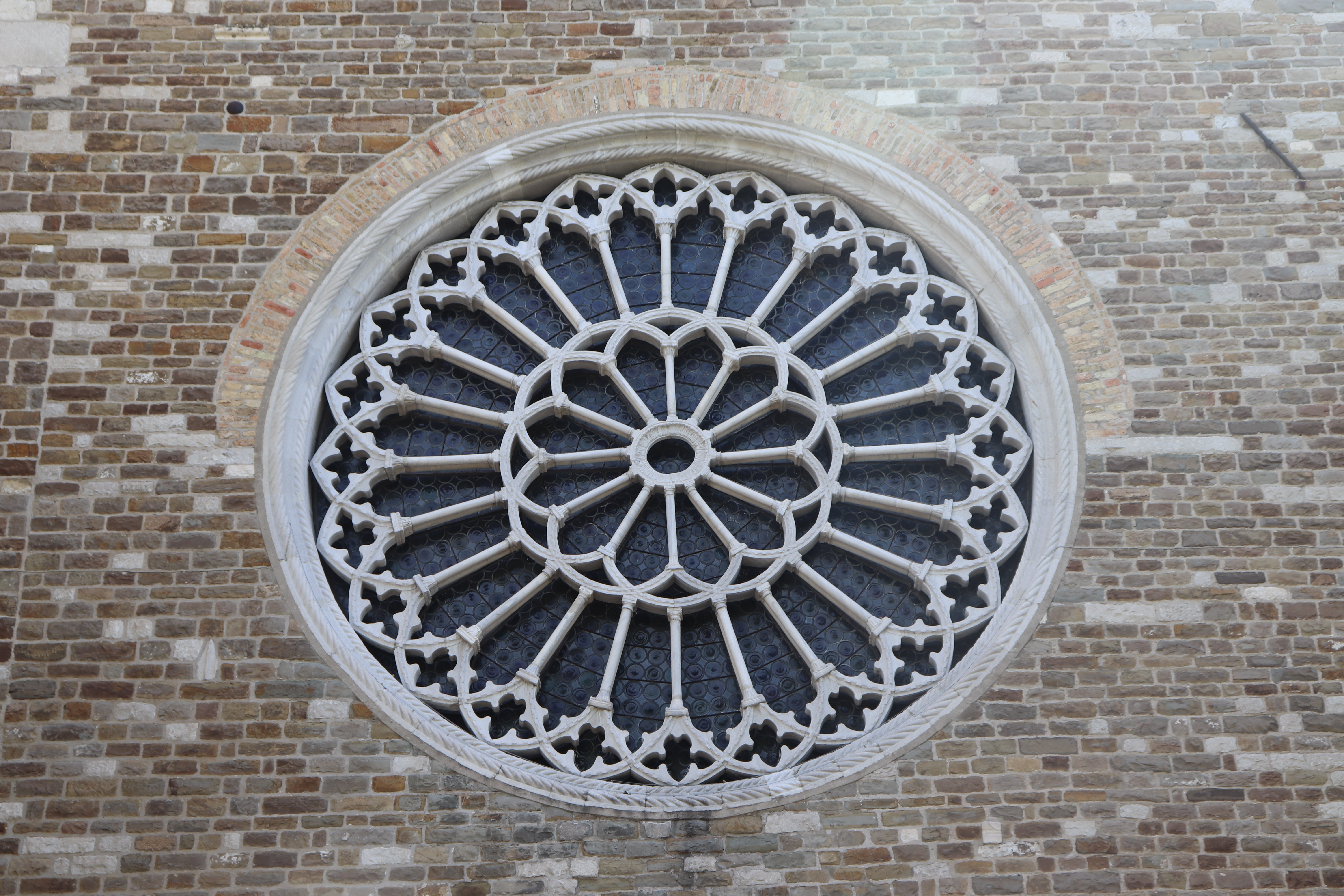

Fasáda je asymetrická, zakončená trojúhelníkovým štítem a dominuje jí gotická rozeta z bílého kararského mramoru, vzniklá koncem 14. století. Portál zahrnuje i části římských náhrobků, například portréty šesti členů rodiny Barbi. Busta otrokyně Tullie byla doplněna o svatozář a terstskou alabardu a transformována do podoby sv. Sergia, sekundárního patrona města.
Nad portálem je umístěna nika, v níž kdysi stávala dřevěná socha sv. Jana Křtitele (dnes na hradě San Giusto). Kromě toho zde nalezneme bronzové busty významných terstských biskupů: Eneáše Sylvia Piccolominiho (pozdějšího papeže Pia II.), humanisty Andrey Rapicia, Rinalda Scarlicchia (objevitele ostatků sv. Justa) a nově i Antonia Santina.

### Zvonice
Zvonice pochází ze 14. století a je postavena na římských základech. Ve svém průčelí má římský římsový pás z propylejí a v gotické edikule je umístěna socha sv. Justina držícího model města a palmovou ratolest. Na jejím vrcholu se dříve nacházel hřebenovitý nástavec a železná alabarda (kopí) sv. Sergia, symboly města. Po úderu blesku roku 1421 byly sejmuty a dnes jsou uloženy v hradní expozici.
Zvonice nese pět zvonů laděných v G dur:
- nejmenší z roku 1467 od mistra Giorgio da Lubiana
- tři střední z roku 1953 od Lucio Broiliho (zdobené reliéfy Carla Sbisà)
- největší z roku 1829, odlitý z Napoleonových děl

## Interiér

### Loď a apsidy

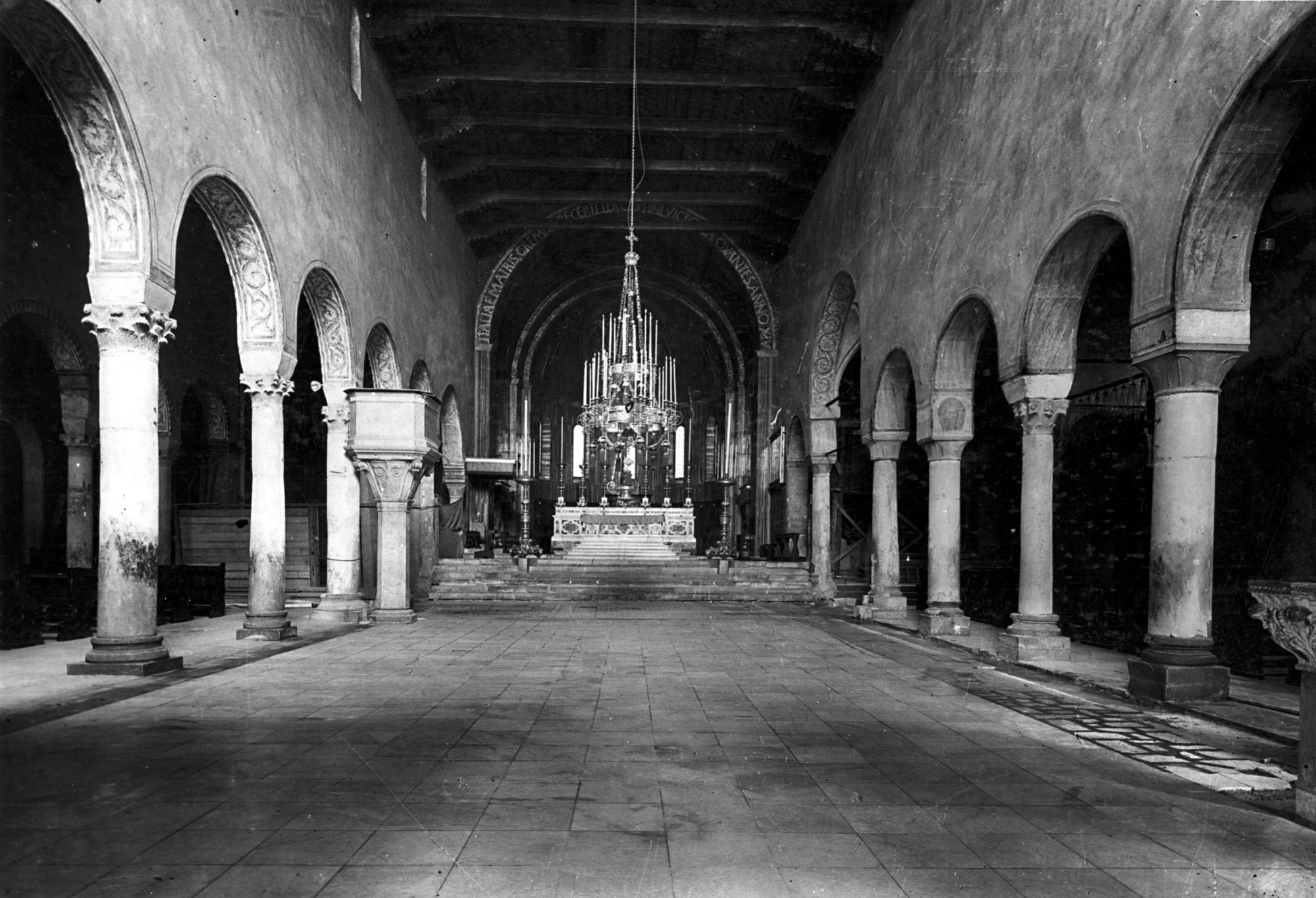
Katedrála před liturgickými úpravami po druhém vatikánském koncilu

Hlavní loď má dřevěný strop tvarovaný jako trup lodi. V apsidách se nacházejí jedny z nejkrásnějších byzantských mozaik v Itálii:
- Apsida Panny Marie (z bývalé baziliky Santa Maria) zobrazuje Bohorodičku s Ježíškem, obklopenou archanděly, a pod ní řadu apoštolů, jak je známe ze školy baziliky sv. Marka v Benátkách (konec 11. století).

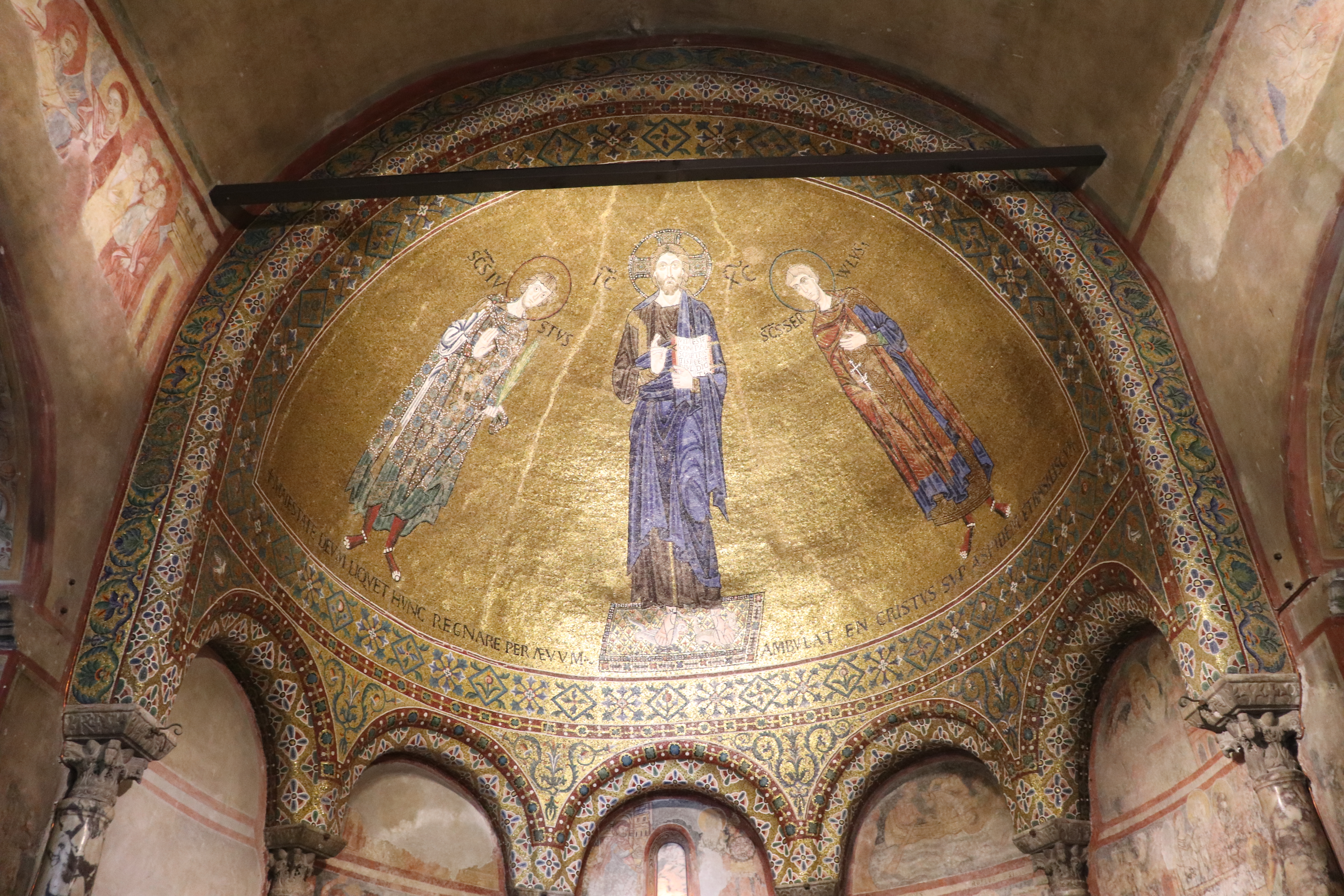

- Apsida sv. Justina obsahuje majestátního Krista Pantokratora mezi sv. Justinem a sv. Servulem, z počátku 13. století.

### Umělecká výzdoba
- V kapli sv. Piety se nachází dřevěná polychromovaná Pieta.
- V kapli sv. Josefa se nachází barokní oltář s obrazem Zasnoubení Panny Marie.
- V kapli sv. Jana Křtitele je šestiboká křtitelnice z řeckého mramoru s podstavcem ze starořímského sloupu.
- V chrámu se nachází i cyklus freskových fragmentů z 15. století a polyptych od Paola Veneziana.

### Pokladnice

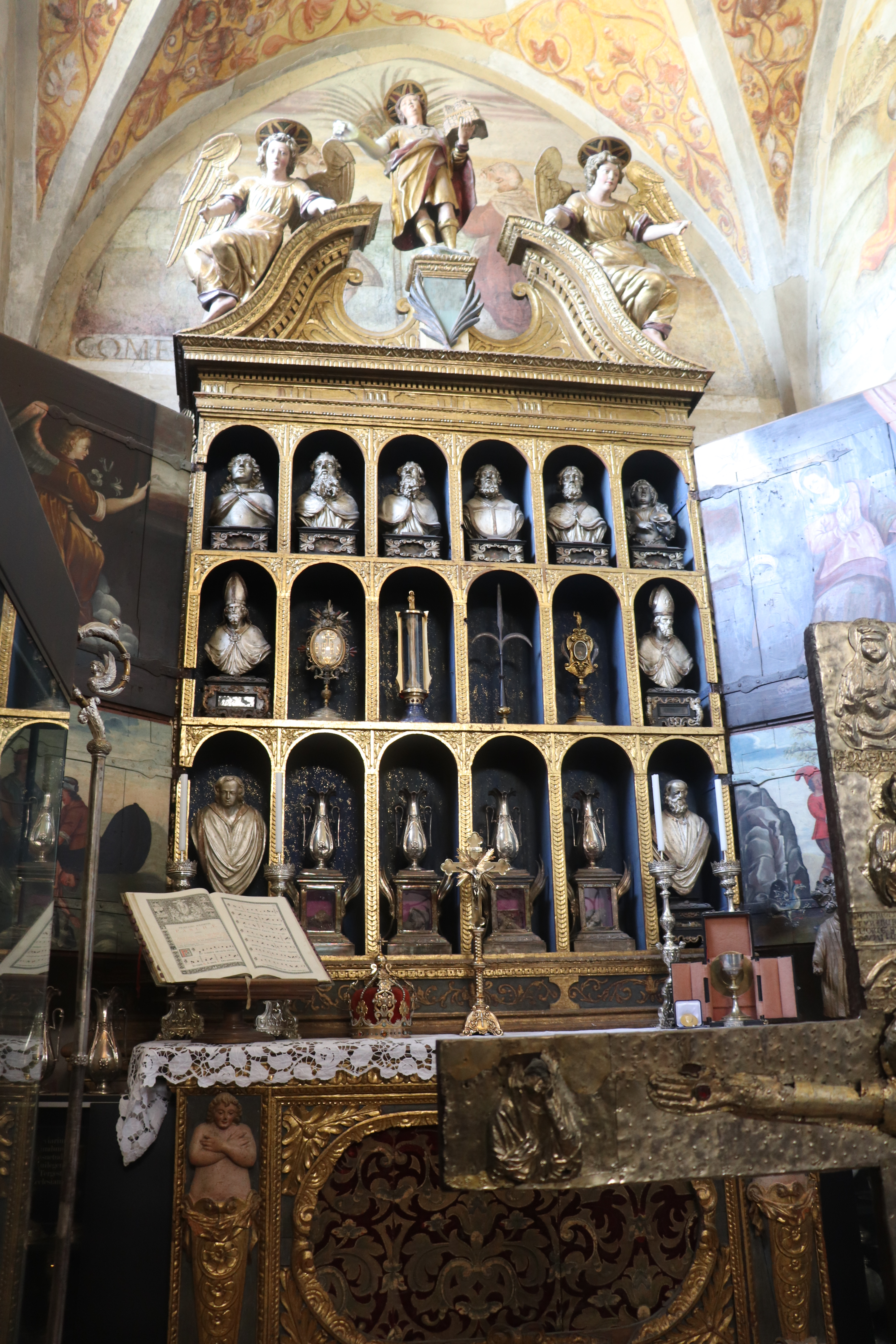

Za barokní mříží se ukrývá pokladnice obsahující řadu relikviářů a liturgických předmětů, přestože byla v roce 1984 vykradena. Nejvýznamnější relikvií je špička hrotu alabardy sv. Sergia.

## Hrobka karlistických pretendentů španělského trůnu
V pravé postranní kapli se nachází hrobka uchazečů o španělský trůn ze španělské větve Bourbonů, vyloučených z nástupnictví pragmatickou sankcí z roku 1830, která určovala za dědice trůnu dceru Ferdinanda VII. Isabelu II.:
- Karel Maria Isidor Bourbonský (1788 - 1855, Infant Carlos, hrabě z Moliny)
- jeho dvě manželky Maria Francisca a Teresa z Portugalska
- Carlos VI. (hrabě z Montemolinu) a jeho manželka Marie Karolína z Bourbon-Obojí Sicílie
- Juan III. (Juan, hrabě z Montizónu)
- Infante Fernando
- Karel Maria Bourbonský (1848 - 1909, Carlos VII., vévoda z Madridu)
- František Josef Rakousko-Toskánský

Katedrála je někdy označována za "karlistický Escorial".

## Varhany
Na kůru se nachází varhany Mascioni opus 345, postavené roku 1922, restaurované v 70. letech. Mají tři manuály a pedál, elektrické ovládání a původní neoklasicistní skříň rámující růžici.

## Exteriér a okolí
Před chrámem se nachází:
- oltář na památku 3. armádního sboru
- památník padlým v první světové válce
- sloup s alabardou